# حمام روستای پیرشهید
حمام روستای پیرشهید مربوط به دوره قاجار است و در شیروان، ۴ کیلومتری جنوب شرقی شهر واقع شده و این اثر در تاریخ ۱۰ خرداد ۱۳۸۲ با شمارهٔ ثبت ۸۹۴۲ به‌عنوان یکی از آثار ملی ایران به ثبت رسیده است.